# Przymus trójkolorowy
Przymus potrójny (ang. "triple squeeze") to w brydżu odmiana przymusu w którym jeden z przeciwników zostaje postawiony w sytuacji przymusowej w trzech kolorach.  Jest to połączenie trzech przymusów prostych, jeden z nich przynosi w rezultacie jedną lewę, a dwa przymusy dają w sumie dwie lewy.  Przymus który przynosi rozgrywającemu dwie lewy należy do kategorii przymusów kaskadowych.
```
                       ♠ A W
                       
♥
 3
                       
♦
 -
                       ♣ K
             ♠ (K D)              ♠ (K D)
             
♥
 (A)                
♥
 (A)
             
♦
 -                  
♦
 -
             ♣ (A)                ♣ (A)
                       ♠ 6
                       
♥
 K
                       
♦
 A
                       ♣ 5
```

S rozgrywa kontrakt bezatutowy i musi wziąć ręsztę lew.  Gra asa karo z ręki wyrzucając z dziadka blotkę kier, jeżeli tylko któryś z obrońców ma wszystkie brakujące honory to staje on w przymusie.  Zrzutka jakiejkolwiek karty pozwoli rozgrywającemu na zagranie forty w tym kolorze i ustawienie powtórnego przymusu.